# Webster (Dakota du Sud)
Pour les articles homonymes, voir Webster.
Webster est une municipalité américaine, siège du comté de Day au nord-est du Dakota du Sud. La population de la ville était de 1 886 personnes en 2010.
Fondée en 1881, la ville doit son nom à son premier habitant, J. B. Webster. La municipalité de Webster s'étend sur 1,49 milles carrés (3,86 km2).

## Démographie
| 1890 | 1900  | 1910  | 1920  | 1930  | 1940  |
| ---- | ----- | ----- | ----- | ----- | ----- |
| 618  | 1 506 | 1 713 | 1 800 | 1 805 | 2 173 |

| 1950  | 1960  | 1970  | 1980  | 1990  | 2000  |
| ----- | ----- | ----- | ----- | ----- | ----- |
| 2 503 | 2 409 | 2 252 | 2 417 | 2 017 | 1 952 |

| 2010  | - | - | - | - | - |
| ----- | - | - | - | - | - |
| 1 886 | - | - | - | - | - |

## Personnalités liées à la ville
- David Burton Wake, herpétologiste, est né à Webster ;
- Brock Lesnar, lutteur, est né à Webster.